# Julius Folkmann
Julius Doris Folkmann (24. prosince 1864 – 29. ledna 1948) byl dánský fotograf, filmař a malíř. Byl předsedou společnosti Dansk Fotografisk Forening v letech 1921–1940. Pracoval také jako kameraman na několika filmech na počátku 20. století.

## Životopis
Folkmann se narodil 24. prosince 1864 v Rønne na ostrově Bornholm jako syn mlynáře Hanse Petera Folkmanna (1828-1918) a Cecilie Holmové (1824-1908). Byl vychován jako malíř a v roce 1890 vystavoval v Charlottenborgu.

## Kariéra

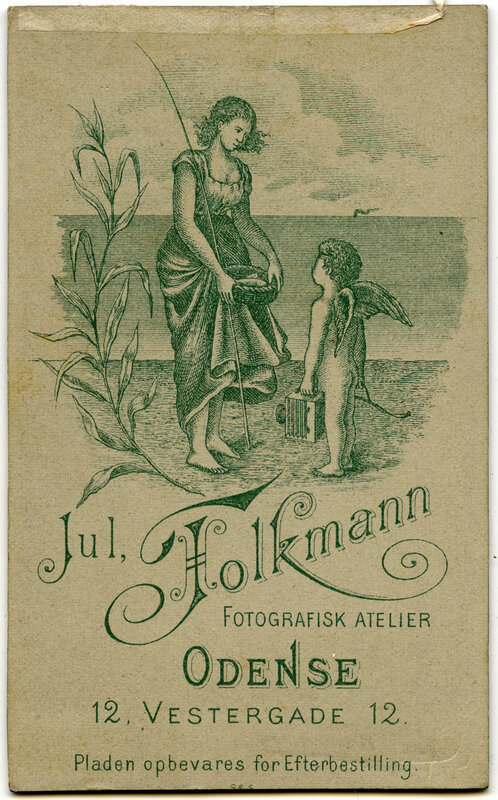
Reklama na fotografický ateliér Julia Folkmanna na Vestergade 12 v Odense

Folkmann v roce 1887 založil v Kodani fotografické studio. V roce 1784 se přestěhoval se do Odense. Jeho studio bylo na adrese Vestergade 21 a stal se členem správní rady Funen Photographers' Association. Během let na Fynu se zaměřil na žánrovou a krajinářskou fotografii. Jeho fotografie se dostaly k velkému publiku prostřednictvím reprodukcí ve Frem, Illustreret Tidende, Illustreret Familie-Journal, Hver 8. Dag, Die weite Welt a Die Woche.

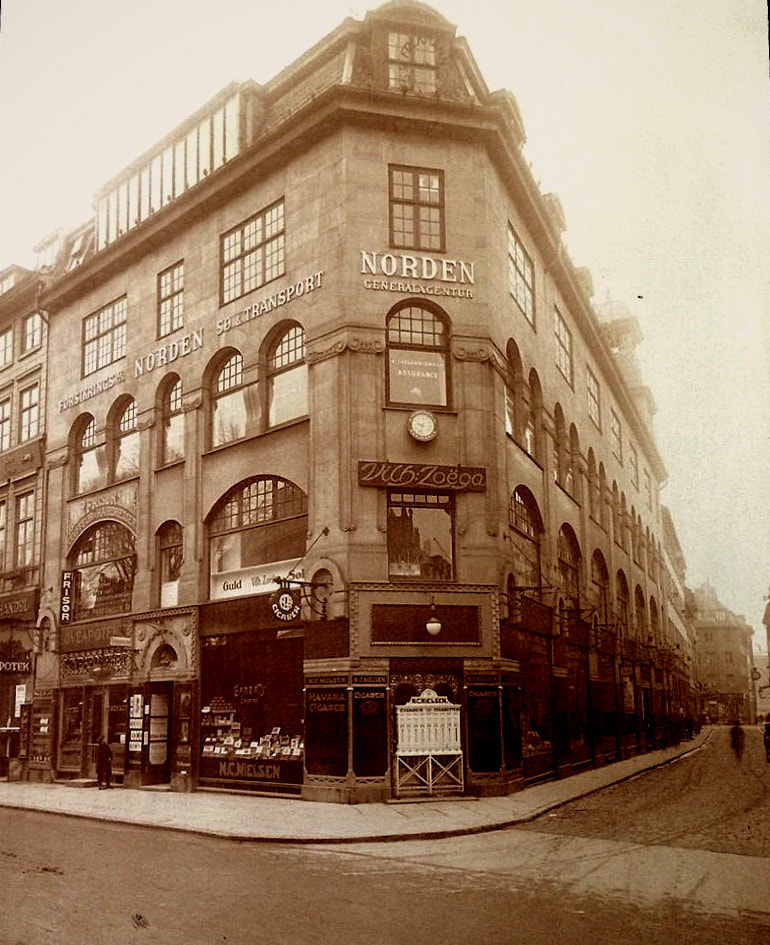
Fotografické studio autora na adrese Amagertorv 33

Folkmann se vrátil do Kodaně v roce 1910, pracoval také jako kameraman na několika filmech režírovaných Vilhelmem Glückstadtem v letech 1911-1913 a převzal bývalé fotografické studio Frederika Riise na Amagertorv 33 v roce 1914. Stal se oblíbeným portrétním fotografem.
Folkmann byl poprvé zvolen do představenstva Dansk Fotografisk Forening v roce 1912. Následující rok byl zvolen místopředsedou a v letech 1921-1940 vystřídal Johannese Hauersleva ve funkci předsedy. Hrál ústřední roli při založení fotografické školy sdružení v roce 1016 a sloužil jako její první vedoucí od roku 1916 a znovu od roku 1934 do roku 1944. V roce 1934 byl jmenován čestným členem sdružení a v té době již byl jmenován čestným členem svých protějšků v Norsku a Švédsku.

## Osobní život
Folkmann se oženil se Scaniankou Hildou Anderssonovou (16. srpna 1862 - 12. prosince 1928), dcerou farmáře Anderse Andersona a Sophie Sjönströmových 26. září 1890 v kostele sv. Jana v Nørrebro. Po její předčasné smrti v roce 1928 se oženil s její nevlastní sestrou Annou Matildou Anderbergovou (narozena 6. února 1894) dne 23. listopadu 1936 v kostele ve městě Søllerød.
Folkmann byl jmenován rytířem Řádu Dannebrog v roce 1923. Zemřel 29. ledna 1948 a je pohřben na hřbitově Søllerød.

## Filmografie
Folkmann pracoval na následujících filmech:

### Krátký film
- De Fire (1911)

### Celovečerní filmy
- Slægten (191)
- Det blaa Blod (1912)
- Haanden, der Griber (1913)
- De Dødes Ø (1913)

## Galerie

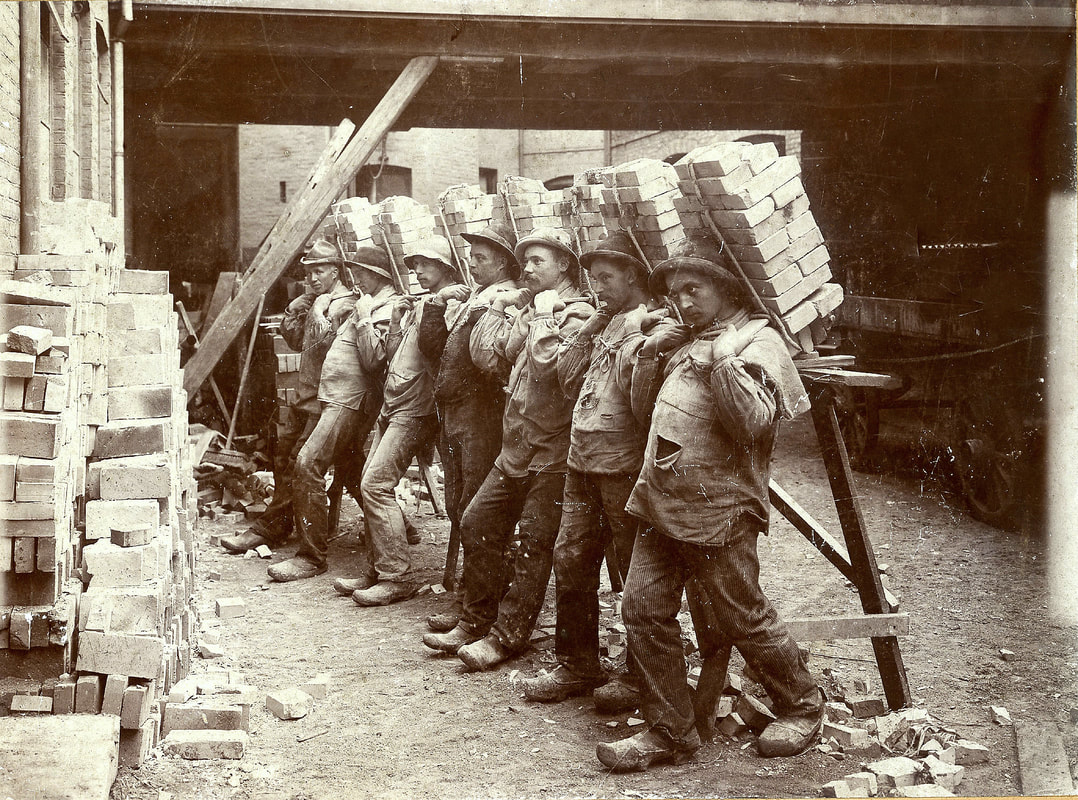
Dělníci cihelny v Odense
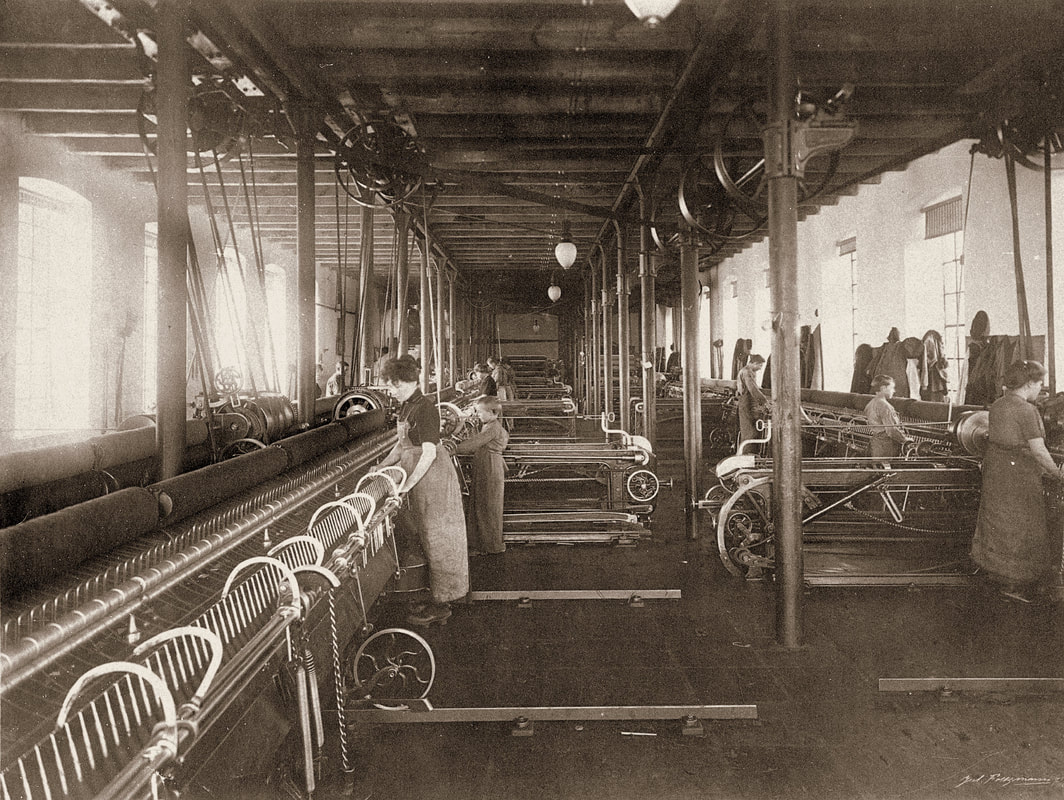
Brandtova textilní továrna v Odense, asi 1920
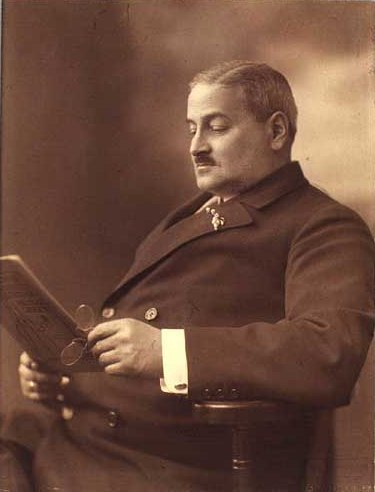
Max Ballin
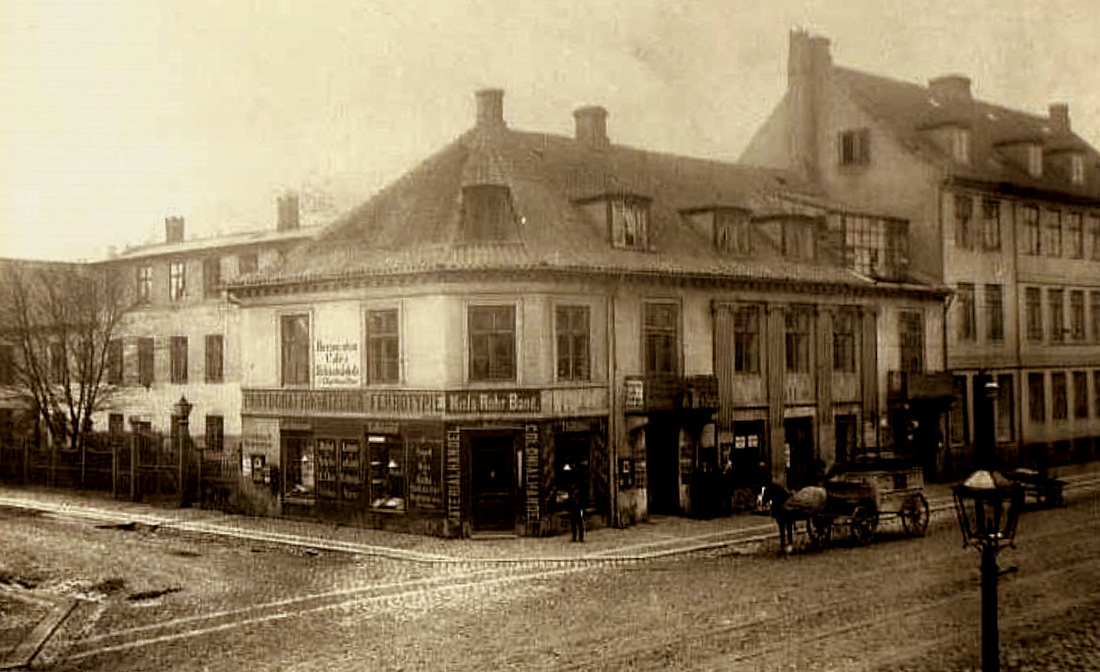
Na rohu ulic Vesterbrogade 63 - Dannebrogsgade 2 se nacházel umělcův ateliér v letech 1928–1948, Vesterbro, Kodaň